# Lók
Lók (németül Unterfrauenhaid, régebben Frauenheid, Frauenhaid, horvátul Svetica) község Ausztriában, Burgenland középső részén, a Felsőpulyai járásban. Soprontól dél–délnyugatra, a magyar határ közelében, Felsőpulyától északra, a Soproni-hegységben található.

## Története
Első írásos említése 1222-ból ismert (ville Sancte Mariae). A középkorban Lánzsér várához tartozó magyar település fontos búcsújáró helynek számított Boldogasszonyfalva néven (1425, Boldogazzonfalua). A török hódoltság idején, 1529-ben a falu elpusztult, s a korábbi lakók helyére evangélikus horvátokat telepítettek be. 1578-ban mezőváros lett. 1921-ig Magyarországhoz, Sopron vármegye Soproni járásához tartozott.
Lakói a 19. századra teljesen elnémetesedtek. A településnek 1910-ben 599 német nemzetiségű lakosa volt, 1991-re népessége elérte a 691 főt.
A középkor óta fontos búcsújáró hely, napjainkban több fuvarozócég, homok- és kavicsbánya található a településen.

## Nevezetességei
Nevezetes lőréses védőfallal kerített, 15. századi gótikus alapokra 1660-ban épített, barokk stílusú római katolikus temploma, amely mind a mai napig a búcsújáró templom szerepét is betölti. Születésekor ebben a templomban keresztelték meg Liszt Ferencet. A templom 1629-ben készült kegyképe a częstochowai Mária-kép másolata.

## Híres személyek
- Itt élt Jeremija Šoštarić (1714–1770) horvát ferences szerzetes.[forrás?]

## Külső hivatkozások
- Lók búcsújáró helye